# Битва при Недао
Битва при Недао (нем. Schlacht am Nedao) — битва, произошедшая в 454 году, в которой объединённое германское войско, возглавляемое королём гепидов Ардарихом, разгромило войско гуннов, бывшее под началом сына Аттилы Эллака. Битва произошла  в Паннонии на реке Недао (Nedao) или Недава (Nedava), притоке Савы. В настоящее время неизвестно, какой именно из притоков имел такое название.
Смерть Аттилы в 453 году послужила поводом для гепидов под предводительством Ардариха поднять восстание против сыновей Аттилы. К ним присоединились другие племена, входившие в гуннский союз. Они, по-видимому, посчитали, что их лояльность, которую они интерпретировали как связанную только с личностью Аттилы, прекратилась. Иордан упоминает участников произошедшей битвы: готы (Gothum), гепиды (Gepida), суавы (Suavum), руги (Rugum), гунны (Hunnum), аланы (Alanum), герулы (Herulum).   Из оружия упомянуты копья (contis), стрелы (sagitta). Погибших было около 30 тысяч, если это не привычное для летописцев преувеличение. 
В результате победы готы захватили контроль над Паннонией (с городом Сирмий), а гепиды над Дакией. Остатки гуннов бежали в Причерноморские степи. Благодаря победе в битве, готы в последующем сыграли ведущую роль на Балканах, прежде чем двинуться в Италию в 488 году.